# Глаукодот

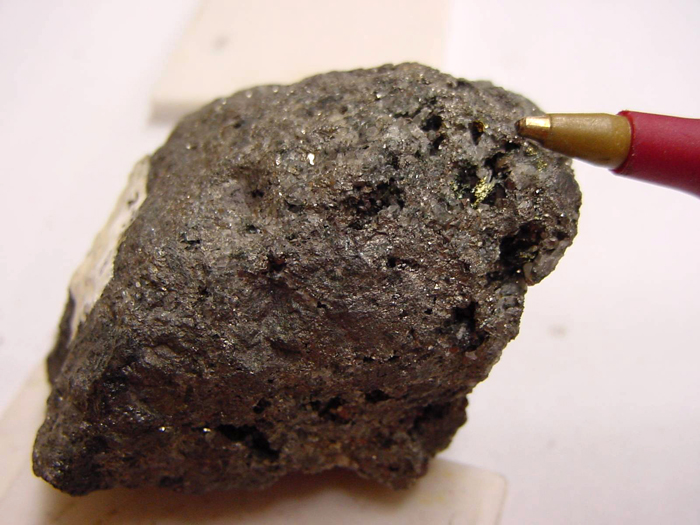
Глаукодот

Глаукодот (рос. глаукодот; англ. glaucodot; нім. Glaukodot m, Kobaltarsenkies m)– мінерал класу сульфідів, сульфоарсенід кобальту та заліза острівної будови.

## Етимологія та історія
Глаукодот вперше був описаний в 1849 році в Хуаско, провінція Вальпараісо, Чилі. Його назва походить від грецького γλανκός ("синій").

## Загальний опис
Хімічна формула: (Co, Fe) AsS. Містить (%): Co – 23,8; Fe – 11,3; As – 45,5; S – 19,4. Сингонія ромбічна. Кристали призматичні. Утворює також зернисті агрегати. Густина 6,06-6,16. Твердість 5. Колір олов’яно-сіро-білий до червонува-то-срібно-білого. Злам нерівний. Риска чорна. Блиск металічний. Крихкий. Непрозорий. Анізотропний. Зустрічається в жильних гідротермальних родовищах разом з іншими сульфідами. При вивітрюванні переходить у еритрин і скородит.